# 魔法の黄色い靴 (アルバム)
『魔法の黄色い靴』（まほうのきいろいくつ）は、チューリップのデビューアルバム。1972年6月5日発売。発売元は東芝音楽工業。

## 解説
デビューシングル「魔法の黄色い靴」と同時に発売された同名の1stオリジナル・アルバム。上京前である福岡時代の曲と上京後に書き下ろした新曲の約半分ずつで構成されている。
ジャケットは演奏するメンバーを模したイラストでデザインされており、付録として大判の「チューリップタイムス」が封入されていた（下記項目参照）。
また、アルバム名及び各曲名の英語表記がジャケットに記載されている（アルバムタイトルは『YELLOW MAGICAL SHOES』、各曲名は下記項目を参照）。
メンバーに加えて弦・管楽器編曲に青木望、木田高介が参加している。
当時はヒットしなかったため、セカンド・アルバムの『君のために生れかわろう』と共に、マスターテープ以外のマルチテープは消去された。このため、未発表音源の発掘はほぼ絶望的であったが、上京直後の1972年3月3日の渋谷ジァン・ジァンでのライブ録音が発掘され、限定版『TULIP 1972 東京初ライブ』として財津の公式サイトからリリースされた。
デビュー50周年となる2022年、アビーロード・スタジオでリマスターを行った、「チューリップタイムス」と帯を含むオリジナルのLPの復刻及びシングル盤『私の小さな人生』と『魔法の黄色い靴』の7インチシングル、本作のSHM-CDとリマスター版『TULIP 1972 東京初ライブ』、シングル盤『私の小さな人生』のCD版（1970年のライブ録音「ちぃほあき森 梟のうた」を収録）と写真集、関係者向けパンフレットの復刻版を収録した「超豪華 Super Deluxe」が6月1日に発売された。

## 収録曲
シングル収録曲は各シングルで説明しているため、ここでは説明を省略する。
なお、オリジナル・アナログ盤では7曲目からがB面となっていた。
- 全作詞・作曲、ボーカル：財津和夫／編曲：チューリップ（特記以外）

1. 魔法の黄色い靴
  - デビューシングル。
  - 英語表記は『THE YELLOW MAGICAL SHOES』
2. あいつが去った日
  - デビュー直前に脱退した二人のメンバーのことを歌ったとされる。財津が以降頻繁に取り上げる、悲しみの象徴としての青い空が登場する。
  - 英語表記は『SKY WAS SO HIGH』
3. 千鳥橋渋滞
  - 作詞：安部俊幸／作曲：姫野達也
  - 千鳥橋は福岡県福岡市博多区に実在する橋。コーダにはコーラの瓶を口で吹いて出された音が使用されている。ボーカルは姫野。
  - 安部はこの曲が作詞の処女作で、財津は「映画、ニューシネマの一シーンのようだよ。すごく良いよ」と絶賛した。
  - 英語表記は『GOOD-BY ,  MY GOOD DAYS』
4. ハーモニー
  - デビューシングル「魔法の黄色い靴」のB面曲。当初のタイトルは『昔僕は』で、前述のライブ録音でもこのタイトルで収録されている。
  - 英語表記は『HARMONY』
5. おいらの気楽な商売
  - 福岡時代の楽曲。
  - 英語表記は『HAPPY GUY』
6. 私の小さな人生
  - 福岡時代に製作されたシングルのセルフカバー。アコースティックギターとアコースティックベース中心のフォーク色が強いオリジナルと比べて、安部のエレキギター、ピアノなどがフィーチャーされてロック色が強く打ち出されている。
  - 英語表記は『MY TINY LIFE』
7. もう笑わなくっちゃ
  - 福岡時代の楽曲。チューリップの楽曲で、数少ないサイケデリックな作品（他には『Upside-down』がある）。
  - 2016年から行われたデビュー45周年ツアー「it remembers」では1曲目に演奏され、財津によるギターソロも披露された。
  - 英語表記は『WHY DON'T YOU LAUGH』
8. 言葉が出ない
  - ボーカルは吉田。
  - 英語表記は『I'VE LOST MY WORDS』
9. 思えば遠くへ来たものだ
  - 作詞：安部俊幸／作曲：姫野達也
  - 中原中也の詩「頑是(がんぜ)ない歌」の冒頭「思えば遠く来たもんだ」をもじって曲名を「思えば遠く『へ』来たもんだ」にする[5]。
  - 同郷グループ「海援隊」の楽曲「思えば遠くへ来たもんだ」とは無関係。
  - 東京の南青山でメンバー5人での共同生活時代に、安部が当時の状況をもとに上京後、初めて作詞した曲。ボーカルは安部。
  - 安部のアマチュア時代のバンド（ハーズメン）のカントリー的な要素を意識しつつ、ビートルズの中でのリンゴ・スターが歌う感じをイメージして作曲された。
  - 再結成後、デビュー40周年のツアーの前半にて久々に演奏された（ただし、サビは他のメンバーが歌唱し、安部はギターに専念した。また、ツアー後半では演奏されなかった）。 安部没後の2022年のデビュー50周年記念ツアー「the TULIP」では、メンバー全員により演奏された。なお、MCで宮城伸一郎は40周年ツアー最終日に安部が50周年について言及したエピソードと共にこの曲を演奏したと語ったが、実際には上記のとおり最終日を含むツアー後半には演奏されていないため、記憶違いである。
  - 英語表記は『SO FAR AWAY』
10. どうして僕は淋しいんだ
  - 福岡時代の楽曲。当初のタイトルは『どうして僕は寂しいんだろう』。
  - 英語表記は『ONE LONELY DAY』
11. 風
  - 作詞：安部俊幸／作曲：姫野達也
  - ボーカルは姫野。
  - 英語表記は『THE WIND』
12. 大魔法の黄色い靴
  - 詞・曲ともに「魔法の黄色い靴」からの引用だが、壮大なオーケストラの演奏にアレンジされており、サビの部分がメンバーの他にスタッフも参加した大合唱になっている。
  - 英語表記は『AN OLD FAMOUS YELLOW MAGICAL SHOES』

## 参加ミュージシャン

### メンバー
- 財津和夫 - ボーカル(#1,2,4,5～8,10,12)、コーラス(#2,3,6,7,11)、ギター(#1,4,6,7,9,11)
- 吉田彰 - ベース、ボーカル(#4,8,9,12)、コーラス(#1～3,5～7,10,11)
- 安部俊幸 - リードギター、ボーカル(#9,12)、コーラス(#7,11)
- 上田雅利 - ドラムス、ボーカル(#9,12)、コーラス(#3,6,7,11)
- 姫野達也 - ピアノ(#3,4,6,7)、ギター(#1,3,5,8～11)、ボーカル(#2～4,8～12)、コーラス(#1～3,5,6,7,10,11)

### ゲスト
- おいらの気楽な商売 - 大野克夫 - ピアノ
- 大魔法の黄色い靴 - 新田和長、西田四郎、松永昭一、柿沼威、青木望、瀬尾一三 - 協力

## チューリップ新聞
上記の通り、歌詞カードも兼ねた付録として大判サイズで両面印刷された「チューリップタイムス新聞」が封入されていた。
歌詞カードとメンバーが各々の近況等を自身で記した面と、業界人によるチューリップへのメッセージが印刷された面で構成され、両面共にメンバーの写真の縁取りがされている。
メッセージを寄せたのは以下の8名。
- 岸川均（KBCのラジオディレクター）
- 新田和長（プロデューサー）
- 竹内信行（TBSのプロデューサー）
- 青木望（音楽家。このアルバムの弦編曲を担当した。）
- 石川鷹彦（音楽家。前年に発売した別バージョンのシングル『私の小さな人生』でギターも担当していた。）
- 加藤和彦（音楽家）
- つのだ・ひろ（音楽家）※表記はそのまま
- 星加ルミ子（音楽評論家）